# 外國軍事銷售制度
外國軍事銷售制度（英語：Foreign Military Sales，縮寫：FMS），該計劃，通常由國防合作安全局協助，旨在促進美國向外國政府出售武器、國防裝備、國防服務和軍事訓練。在這個過程中，買方與國防承包商不直接進行交易，而是透過國防合作安全局作為中介進行相關事務的處理。國防合作安全局負責處理採購、物流和交付等事務，同時也經常提供產品支持、培訓和基礎設施建設，例如機庫、跑道和公用設施等。
外國軍事銷售制度是與被授權參與的國家共同實施的計劃，並且需要經過採購服務、美國信託基金或適當信貸的存款以及資助服務的批准機制獲得批准。根據國防合作安全局主任查爾斯·胡珀中將在2019年6月在布魯金斯學會的解釋中，每天國防合作安全局都在管理與185個國家/地區的14,000個公開的外國軍售案件。
2020財年，美國軍事工業通過外國軍事銷售制度銷售了508億美元的武器和裝備，同時通過直接商業銷售（DCS）銷售了1,243億美元的產品。
國防安全合作局強調，外國軍事銷售制度是美國外交政策的基本工具。

## 外部連結
- DSCA外國軍售計劃 （页面存档备份，存于）
- 空軍安全援助中心 （页面存档备份，存于）